# Boarmia fuscomarginaria
Boarmia fuscomarginaria là một loài bướm đêm trong họ Geometridae.